# Megadendromus nikolausi
Megadendromus nikolausi é uma espécie de roedor da família Nesomyidae.
É endêmica da Etiópia, onde é registrada de apenas duas localidades: Montanhas Bale e Montanhas Chilalo.
Os seus habitats naturais são: matagal tropical ou subtropical de alta altitude. Está ameaçada por perda de habitat.